# No sos vos, soy yo
No sos vos, soy yo és una pel·lícula argentina de comèdia dramàtica de 2004 dirigida per Juan Taratuto i protagonitzada per Diego Peretti, Cecilia Dopazo, Soledad Villamil i Marcos Mundstock. El guió va ser escrit per Taratuto i Dopazo.

## Sinopsi
Javier (Diego Peretti) és un cirurgià de trenta anys que decideix casar-se i anar-se'n a viure als Estats Units amb María (Soledad Villamil), la seva núvia durant alguns anys i amb qui conviu des de fa dos. Immediatament després de casar-se, María marxa a Miami amb uns amics dels seus pares, a fi d'anar gestionant la green card i preparar la futura arribada del seu marit. Quan Javier havia resolt reunir-se amb ella als Estats Units, una trucada telefònica de María li comunica que no ho té clar i que preferiria que ell no hi vagi
Després de confessar quel'ha enganyat amb un dels amics del pare (el seu pare és interpretat per Luis Brandoni), María decideix acabar la seva relació per a començar una nova amb aquest home. A partir d'aquest moment la vida de Javier s'enfonsa, i després de sumir-se en un estat de depressió, després de recórrer insistentment tant al seu psicòleg (Marcos Mundstock), com als seus pares (Silvia Bailé i Ricardo Merkin) i als seus amics, Luis (Hernan Jiménez) i Laura (Mariana Briski), comença a lluitar amb el seu abatiment i la seva fixació en la seva vida anterior.
Javier tracta de passar pàgina a la seva vida, intentant novament refer la seva vida, coneixent gent nova (com Eugenia Tobal), deixant de costat els trets més molestos de la seva personalitat, i sortir en cerca d'altres dones. Mentre madura i coneix a una jove mare (Cecilia Dopazo), amb qui desitja iniciar una relació, Javier aconsegueix convertir la seva etapa de major desconcert en una experiència positiva que canvia tota la seva vida, en la qual es replanteja noves metes i comença a recórrer un diferent i millor camí.

## Repartiment
- Diego Peretti com Javier.
- Soledad Villamil com María.
- Cecilia Dopazo com Julia.
- Marcos Mundstock com Analista.
- Hernán Jiménez com Luis.
- Mariana Briski com Laura.
- Roly Serrano com Etchepare.
- Ricardo Merkin com Pare de Javier.
- Silvia Baylé com Mare de Javier.
- Luis Brandoni com Pare de María.
- Nilda Raggi com Mare de María.
- Rosana Martín com Mare de Julia.
- Eugenia Tobal com Lola.
- Bernarda Pagés com Gaby.
- Alejandro Di Michele com xicot de Gaby.
- Natalia Grinberg com "Bola" Villar.
- Tomás Kuperman com fill de Julia.
- Mara Jimenez do Brito com filla de Luis i Laura.
- Marco Iaccarino com fill d'Etchepare.

## Noves versions
No eres tú, soy yo, una nova versió de la història, va ser realitzada i estrenada en Mèxic en 2010. Dirigida per Alejandro Springall i protagonitzada per Eugenio Derbez, Alejandra Barros i Martina García.
A Colòmbia, l'adaptació d'aquesta sèrie es diu La tusa i està a càrrec de la productora audiovisual Caracol Televisión. Els seus protagonistes són Mónica Lopera i Guillermo García, previst a començaments de 2015.

## Nominacions i premis
Als Premis Cóndor de Plata 2005 només fou nominada al Cóndor de Plata a la millor opera prima. i als Premis Clarín de 2005 va guanyar el premi a la millor actriu (Soledad Villamil). A la XI Mostra de Cinema Llatinoamericà de Lleida, en canvi, va guanyar el premi de l'audiència, el premi a la millor opera prima i el premi al millor actor (Diego Peretti).